# اریک کیلمونگر
اریک کیل مانگر یک ابرشرور داستانی است در کتابهای کمیک آمریکایی در مارول کامیکس است. این کاراکتر توسط دان مک گرگور و ریچ بالکر ساخته شده و اولین بار در جنگل اکشن بخش. ۲، شماره ۶ (سپتامبر ۱۹۷۳) ظاهر شد. کیل مانگر، که نام واقعی او انجاداکا است، دشمن پلنگ سیاه است.

مایکل بی.جردن این شخصیت را با نام «اریک استیونز» در فیلم‌های پلنگ سیاه (۲۰۱۸) و پلنگ سیاه: واکاندا تا ابد (۲۰۲۲) را در دنیای سینمایی مارول بازیگری کرد.